# 立教大学相撲部
立教大学相撲部（りっきょうだいがくすもうぶ）は立教大学の学生で構成される相撲チーム。東日本学生相撲連盟に所属。

## 概要
1919年（大正8年）創部。学生相撲の創成期から強豪校として君臨してきた。1919年の第1回全国学生相撲選手権大会から参加している。1964年に堀口圭一が第42代学生横綱を獲得。近年では2003年と2013年に体重別選手権で全国チャンピオンが誕生。
2018年には、相撲部史上初の女性主将が誕生し、NHKニュース『おはよう日本』や毎日新聞で報じられた。この年、インカレ団体戦Ｂクラス（2部リーグ）にて、40年ぶりにベスト8に進出した。

## 出身者
- ディック・ミネ (1932年卒）- 戦中戦後のジャズ・ブルース歌手。NHK紅白歌合戦に6度出場。
- 堀口圭一（1967年卒）- 創部来初の学生横綱（1964年）、卒業後も実業団横綱（1969年）、アマチュア横綱（1972年）を獲得。大学卒業後は、相撲部監督・総監督を務めた。
- 肥田隆雄 (1969年卒）- 1993年4月から2017年3月まで、24シーズン監督を務めた。2017年に相撲部師範に就任[1]。
- 舩山陽司（1996年卒）- 元NHK(日本放送協会)、元ラジオNIKKEI(日経ラジオ社)所属で、現在は競馬や大相撲などのフリーアナウンサー。

## 立教大学相撲部にまつわる作品
1992年、映画監督の周防正行（1981年立教大学卒業）による、立教大学相撲部をモデルにした映画『シコふんじゃった。』が公開され、第35回ブルーリボン賞作品賞ならびに第16回日本アカデミー賞最優秀作品賞受賞作品となり、世間でも一大ブームを引き起こした。
2018年3月13日より周防は立教大学体育会相撲部の「名誉監督」に、同映画のプロデューサーを務めた桝井省志（映画プロデューサー・アルタミラピクチャーズ代表取締役）は同部の「名誉部員」に就任。